# Bataille de Sviatohirsk
Pour un article plus général, voir Offensive de l'est de l'Ukraine.
Invasion de l'Ukraine par la Russie de 2022
Guerre du Donbass
Batailles
Offensive de Kiev (Jytomyr, Kiev) : 
- 1re Hostomel
- Tchernobyl
- Ivankiv
- Kiev
- 2e Hostomel
- Vassylkiv
- Boutcha
- Irpin
  - Bombardement de réfugiés
- Jytomyr
- Mochtchoun
- Makariv
- Brovary

Offensive du Nord (Tchernihiv, Soumy) :
- Hloukhiv
- Slavoutytch
- Bombardements
- Soumy
- Trostianets
- Tchernihiv
- Okhtyrka
- Lebedyn
- Konotop
- Romny
- Desna
- Escarmouches frontalières

Russie  (Briansk, Belgorod) :
- Incursions en Russie occidentale
  - Oblast de Briansk
  - Oblasts de Belgorod et de Koursk
    - Incursions de 2024

  - Bombardement de Belgorod
- Oblast de Koursk (août 2024)

Campagne de l'Est (Donetsk, Louhansk, Kharkiv)
Kharkiv :
- 1re Kharkiv
  - Tchouhouïv
  - Bombardements : en février
  - en mars
  - en avril
  - du bâtiment administratif
- Izioum
- 2e Kharkiv
  - Balaklia
  - 1re Koupiansk
  - Chevtchenkove
- 3e Kharkiv

Nord du Donbass:
- Starobilsk
- Sloviansk
  - Dovhenke
  - 1re Lyman
  - Sviatohirsk
  - Bohorodychne et Krasnopillia
  - Bombardements : Bilohorivka
  - Kramatorsk
- Sievierodonetsk
  - Kreminna
  - Donets
  - Roubijné
  - Popasna
  - Tochkivka
  - Massacre
- Lyssytchansk
- 2e Kharkiv
  - Balaklia
  - 1re Koupiansk
  - Chevtchenkove
  - 2e Lyman
- Oblast de Louhansk
  - Ligne Svatove-Kreminna
  - Serebryansky
  - 2e Koupiansk

 Centre du Donbass:
- Horlivka
- Popasna
- Svitlodarsk
- Bakhmout
  - Soledar
- Siversk
- Tchassiv Iar
- Toretsk

Sud du Donbass :
- Volnovakha
- Marioupol
  - Bombardements : de l'hôpital
  - du théâtre
  - de l'école d'art
- Pisky
- Vouhledar
  - Pavlivka
- Marïnka
- Contre-offensive de 2023
- Avdiïvka
- Novomykhaïlivka
- Pokrovsk
  - Krasnohorivka
  - Toretsk
- Bombardements :
- Makiïvka
- Donetsk

Campagne du Sud (Mykolaïv, Kherson, Zaporijjia)
- 1re Kherson
- Odessa
- Melitopol
- Mykolaïv
  - Bombardements : à fragmentation
  - du bâtiment administratif
- 1re Berdiansk
- Zaporijjia
- Tchornobaïvka
- Enerhodar
- Voznessensk
- Houliaïpole
- Davydiv Brid
- 2e Berdiansk
- Nova Kakhovka
- 2e Kherson
  - Doudtchany
- Dniepr
- Tchoulakivka
- Contre-offensive de 2023
  - Robotyne

Frappes aériennes dans l'Ouest et le Centre de l'Ukraine
- Lviv (02/2022)
- Vinnytsia (03/2022)
- Yavoriv (03/2022)
- Deliatyne (03/2022)
- Dnipro

Guerre navale
- Île des Serpents (02/2022)
- Moskva (04/2022)

Attaques en Crimée
- Novofedorivka (08/2022)
- Djankoï (08/2022)
- Pont de Crimée (10/2022)
- Base navale de Sébastopol (10/2022)
- Pont de Crimée (07/2023)
- Base navale de Sébastopol (09/2023)

Débordement
- Aéroport de Millerovo
- Sabotages en Russie
- Attaques en Transnistrie
- Sabotage des gazoducs Nord Stream
- Terrain d'entraînement militaire de Soloti
- Explosions en Pologne
- Bases aériennes de Dyagilevo et Engels-2
- Base aérienne de Minsk-Matchoulichtchi
- Crise russo-moldave de 2023
  - Accusations de tentative de coup d'État en Moldavie
- Incident de drone de 2023 en mer Noire
- Rébellion du groupe Wagner

Massacres
- Tchernihiv
- Boutcha
- Borodianka
- Olenivka
- Izioum

La bataille de Sviatohirsk est une série d'engagements militaires survenue près de la ville de Sviatohirsk entre les Forces armées de l'Ukraine et les Forces armées de la fédération de Russie lors de la bataille du Donbass en 2022.

## Contexte
Certaines attaques russes contre Izioum ont commencé à partir du 28 février 2022, avec des tirs de roquettes continus de l'armée russe à partir du 3 mars. Huit civils ont été tués le 3 mars, et l'hôpital central de la ville aurait subi d'importants dégâts. Le 1er avril, l'armée ukrainienne a confirmé qu'Izioum était sous contrôle russe,,. Le lendemain, dans une interview pour Ukrinform, l'adjoint au maire d'Izioum, Volodymyr Matsokin, a affirmé que 80% des bâtiments résidentiels de la ville avaient été détruits et qu'il n'y avait ni électricité, ni chauffage, ni eau dans la ville. Kreminna a été la première ville à tomber lors de l'offensive du Donbass annoncée par la Russie le 18 avril. Le gouverneur a rapporté que 200 civils avaient été tués, mais il aurait pu y en avoir plus. Des responsables ukrainiens ont rapporté le 25 avril que les forces russes avaient été tuées dans une explosion à l'hôtel de ville de Kreminna par une explosion de gaz. Les forces russes contrôlent la ville. Les combats se sont poursuivis toute la nuit avec des tirs d'artillerie lourde tirés dans les rues. Les forces russes ont ensuite capturé l'hôtel de ville le 19 avril. Ce soir-là, Serhiy a rapporté que les troupes ukrainiennes restantes se sont retirées, donnant aux troupes russes le contrôle total de la ville. Avant le 27 mai, la majeure partie de la ville de Lyman est passée sous le contrôle russe.
La position de la ville en fait une forteresse assez difficile à attaquer, une grande colline surplombe toute l’agglomération au sud du Donets. La rive sud est protégée à l'ouest par la ville de Bohorodychne et une épaisse forêt et à l'est par la ville de Pryshyb qui est protégée par une forêt et le Donets (les Russes n'ayant pas réussi à la date de la bataille à traverser le Donets à l'est de Sviatohirsk).

## Bataille
Le 30 mai 2022, à la suite du bombardement de la ville de Sviatohirsk, la Laure de la Sainte Dormition de Sviatohirsk est détruite, tuant deux moines de ce monastère et une religieuse, et blessant trois moines. Dans la nuit du 30 au 31 mai, les Forces armées de la fédération de Russie lancent une attaque au sol beaucoup plus massive avec des frappes d'artillerie intensives sur la ville. Dans la journée du 31 mai, les troupes d'infanterie de la fédération de Russie déclenchent un assaut sur Sviatohirsk dans le but d'encercler la ville[réf. nécessaire].
Le 2 juin, un incendie, probablement provoqué par des frappes d'artillerie, se déclare sur le territoire de la Laure de la Sainte Dormition, et les flammes détruisent le sanctuaire principal du monastère. Un officier de l'armée ukrainienne accuse, dans une vidéo postée sur son compte Facebook, l'armée russe d'avoir frappé le monastère, affirmation reprise par le président Volodymyr Zelensky. Le ministère de la défense russe nie la responsabilité des forces russes et affirme que les troupes ukrainiennes auraient mis le feu aux bâtiments,.
Les 3 et 4 juin, les frappes s’intensifient. La partie russe accuse les Forces armées ukrainiennes d'avoir délibérément installé des positions de tir devant les murs de la Laure, leur sauvant ainsi la vie.
Entre le 4 et le 6 juin les Russes s'emparent d'un certain nombre de localités autour de la ville et selon les Russes ils lancent leur assaut sur la ville le 6 juin. Le 7 juin Sergueï Shoigu annonce que ses troupes ont conquis la grande majorité de la ville. Le 8 juin quelques combats sont encore en cours dans la ville et une vidéo d'un drone montre que le pont entre Sviatohirsk et Tetyanivka est détruit,,,,.

## Conséquences
À la suite de la prise de la ville les Russes affirment quelques jours plus tard avoir réussi à traverser la rivière Donets et à conquérir les localités de Tetyanivka, Pryshyb et Bohorodychne,,,. La prise de la ville et la traversée de la rivière par les Russes permettent d'ouvrir la voie vers Sloviansk, en effet les deux villes ne sont qu'à 17 km l'une de l'autre, et à part la rivière Donets et la forêt Mayatsʹka Dacha aucun obstacle naturel ne se situe entre les deux viles,,,. Les Russes annoncent aussi avoir infligé des pertes sévères aux Ukrainiens en détruisant une vingtaine de véhicules blindés, une trentaine de pièces d'artillerie et une autre vingtaine de véhicules ainsi que 300 soldats tués en 3 jours de combat.

### Vladimir Bandura
Le 14 juin le bureau procureur général de l'Ukraine annonce qu'il lance une enquête contre Vladimir Bandura le maire de Sviatohirsk pour des soupçons de trahison. Celui-ci aurait en effet accepté une offre des Russes de conserver son poste mais sous l'autorité de la république populaire de Donetsk. Le 13 juin Denis Pouchiline publie une photo d'une entrevue physique entre lui et Volodymyr Bandura. Les forces Ukrainiennes avaient initialement annoncé que le maire avait été capturé par les Russes le 7 juin,.